# 32277 Helenliu
32277 Helenliu è un asteroide della fascia principale. Scoperto nel 2000, presenta un'orbita caratterizzata da un semiasse maggiore pari a 2,5666950 UA e da un'eccentricità di 0,1880240, inclinata di 3,09617° rispetto all'eclittica.